# Подвоєння куба
Подвоєння куба або Делійська задача — класична антична задача на побудову циркулем та лінійкою ребра куба, об'єм якого вдвічі більший за об'єм заданого куба.
Разом з трисекцією кута та квадратурою круга, є однією з найвідоміших нерозв'язних задач на побудову за допомогою циркуля та лінійки.

## Легенда
Згідно з античною легендою, якось на острові Делос почалася епідемія чуми. Мешканці острова звернулись до дельфійського оракула, і той повідомив, що необхідно подвоїти жертовне святилище, яке мало форму куба. Мешканці Делоса спорудили ще один такий же куб і поставили його на перший, але епідемія не припинилася. Після повторного звернення оракул роз'яснив, що подвоєний жертовник також повинен мати форму куба.
З того часу дельфійською задачею займались найкращі математики античного світу, було запропоновано декілька розв'язків, але ніхто не зміг виконати таку побудову, використовуючи тільки циркуль і лінійку.

## Спроби розв'язку
- Гіппократ Хіоський (кінець V ст. до н. е.) показав, що задача зводиться до знаходження двох середніх пропорційних між одним відрізком та другим, вдвічі більшим за нього. У сучасних позначеннях — до знаходження {\displaystyle x} та {\displaystyle y} таких, що
{\displaystyle {\frac {a}{x}}={\frac {x}{y}}={\frac {y}{2a}}}. Звідси {\displaystyle x^{3}=2a^{3}}.

- Архіт Тарентський (початок IV ст. до н. е.) запропонував розв'язок, заснований на перетині тора, конуса та кругового циліндра.

- Платон (перша половина IV ст. до н. е.) запропонував механічний розв'язок, заснований на побудові трьох прямокутних трикутників з потрібним співвідношенням сторін.

- Менехм (середина IV ст. до н. е.) знайшов два розв'язки цієї задачі, засновані на використанні конічних перетинів. У першому розв'язку відшукується точка перетину двох парабол, а у другому — параболи та гіперболи.

- Ератосфен (III ст. до н. е.) запропонував ще один розв'язок, в якому використовується спеціальний механічний інструмент — мезолябія, а також описав розв'язок своїх попередників.

- Нікомед (II ст. до н. е.) використовував для розв'язку цієї задачі метод вставки, яка виконується за допомогою спеціальної кривої — конхоїди.

- Група схожих між собою розв'язків, які належать Аполлонію, Філону Візантійському та Герону, також використовує метод вставки.

- У ще одній групі схожих між собою розв'язків, які належать Діоклу, Паппу та Спору, використовується та ж ідея, що й у розв'язку Платона, при цьому Діокл застосовує для побудови спеціальну криву — цисоїду.

Свої розв'язки також запропонували Вієт, Декарт, Грегуар де Сен-Венсан, Гюйгенс, Ньютон.

## Нерозв'язність
У сучасних позначеннях, задача зводиться до розв'язку рівняння {\displaystyle x^{3}=2a^{3}}. Розв'язок має вигляд {\displaystyle x=a{\sqrt[{3}]{2}}}. Все зводиться до проблеми побудови відрізка довжиною {\displaystyle {\sqrt[{3}]{2}}}.
Ванцель довів у 1837 році, що ця задача не може бути розв'язана за допомогою циркуля та лінійки.